# 育空-科尤庫克人口普查區
育空-科尤庫克人口普查區（英語：Yukon–Koyukuk Census Area，/ˈjukɒnˈkaɪjəkək/）為美國阿拉斯加州之人口普查區，也是美國面積最大的二級行政區。2010年人口普查中此普查區人口有5,588人。由於此普查區為非建制自治市鎮，故無設置首府。加利纳與育空堡為區內最大聚居地，分為位在西部與東北部。

## 地理
根據美国人口调查局的資料顯示，育空-科尤庫克人口普查區之面積為147,804.63平方英里（382,812.2平方），其中145,504.79平方英里（376,855.7平方）為陸地，2,299.84平方英里（5,956.6平方）或1.56%為水體。此普查區的面積大致接近美國蒙大拿州與德国。美國除加利福尼亚州、德克萨斯州與阿拉斯加州等州份以外，其他州份之面積皆較此普查區小。此普查區之人口密度居全美最低，其人口密度僅每平方公里0.0146人。

### 毗鄰自治市鎮與人口普查區
- 北坡自治市鎮 – 北方
- 東南費爾班克斯人口普查區 – 東北方
- 費爾班克斯-北極星自治市鎮 – 東南方
- 迪納利自治市鎮 – 東南方
- 馬塔努斯卡-蘇西特納自治市鎮 – 南方
- 貝塞爾人口普查區 – 南方
- 库兹瓦克人口普查区 – 西方
- 諾姆人口普查區 – 西方
- 西北-北極自治市鎮 – 西方
- 加拿大育空地區 – 東方

### 國家保護區
- 北極國家野生動物保護區（英语：Arctic National Wildlife Refuge）（部分）
  - 莫里比蒂荒原（英语：Mollie Beattie Wilderness）（部分）
- 北极门国家公园和保护区（部分）
  - 北極門荒原（英语：Gates of the Arctic Wilderness）（部分）
- 因諾科國家野生動物保護區（英语：Innoko National Wildlife Refuge）
  - 因諾科荒原
- 卡努蒂國家野生動物保護區（英语：Kanuti National Wildlife Refuge）
- 科尤庫克國家野生動物保護區（英语：Koyukuk National Wildlife Refuge）（部分）
  - 科尤庫克荒原（部分）
- 諾阿塔克國家保護區（英语：Noatak National Preserve）
- 諾威特納國家野生動物保護區（英语：Nowitna National Wildlife Refuge）
- 塞拉威克國家野生動物保護區（英语：Selawik National Wildlife Refuge）（部分）
  - 塞拉威克荒原（部分）
- 斯蒂斯國家保護區（英语：Steese National Conservation Area）
- 懷特山國家遊樂區（英语：White Mountains National Recreation Area）
- 育空河-查利河國家保護區（英语：Yukon–Charley Rivers National Preserve）（部分）
- 育空弗拉茨國家野生動物保護區（英语：Yukon Flats National Wildlife Refuge）

## 人口
| 调查年                                                      | 人口  | 备注  | %±     |
| ----------------------------------------------------------- | ----- | ----- | ------ |
| 1960                                                        | 4,097 |       | —      |
| 1970                                                        | 4,752 |       | 16.0%  |
| 1980                                                        | 7,873 |       | 65.7%  |
| 1990                                                        | 8,478 |       | 7.7%   |
| 2000                                                        | 6,551 |       | −22.7% |
| 2010                                                        | 5,588 |       | −14.7% |
| 2018年估计                                                  | 5,327 | [ 3 ] | −4.7%  |
| U.S. Decennial Census 1790–19601900–1990 1990–20002010–2018 |       |       |        |

根據2010年美國人口普查，育空-科尤庫克人口普查區人口有5,588人，其中男性有3,027人，女性有2,561人，人口密度為每平方公里0.0146人，住房計4,038棟，住戶計2,217戶。在此區中，白人有1,243人，非裔美國人有10人，美國原住民有3,992人，亞裔美國人有14人，太平洋島裔美國人有6人，其他種族有9人，混血種族有314人。此外有66人為西班牙裔或拉丁裔美國人。此普查區之年齡中位數為35.3歲，而男性年齡中位數為35.7歲，女性年齡中位數為34.8歲。此普查區之戶數計2,217戶，其中已婚夫婦且同居者有728戶，無妻男性住戶有212戶，無夫女性住戶有378戶。另外非家庭者有899戶，其中獨居住戶有779戶。
| 男性 | 年齡  | 女性 |
| ---- | ----- | ---- |
| 18   | 85+   | 16   |
| 44   | 80-84 | 34   |
| 54   | 75-79 | 55   |
| 75   | 70-74 | 49   |
| 139  | 65-69 | 85   |
| 176  | 60-64 | 150  |
| 266  | 55-59 | 189  |
| 269  | 50-54 | 229  |
| 211  | 45-49 | 194  |
| 152  | 40-44 | 140  |
| 137  | 35-39 | 134  |
| 185  | 30-34 | 128  |
| 193  | 25-29 | 163  |
| 206  | 20-24 | 162  |
| 249  | 15-19 | 205  |
| 237  | 10-14 | 230  |
| 182  | 5-9   | 189  |
| 234  | 0-4   | 209  |

## 聚居地
| 聚居地     | 行政區單位       | 人口 （2010） |
| ---------- | ---------------- | ------------- |
| 阿拉特納   | 人口普查指定地區 | 37            |
| 阿拉卡基特 | 城市             | 105           |
| 安维克     | 城市             | 85            |
| 北極村     | 人口普查指定地區 | 152           |
| 比弗       | 人口普查指定地區 | 84            |
| 贝特尔斯   | 城市             | 12            |
| 樺木溪     | 人口普查指定地區 | 33            |
| 中心       | 人口普查指定地區 | 96            |
| 查爾基齊克 | 人口普查指定地區 | 69            |
| 西克爾     | 人口普查指定地區 | 104           |
| 科特福德   | 人口普查指定地區 | 10            |
| 埃文斯維爾 | 人口普查指定地區 | 15            |
| 弗拉特     | 人口普查指定地區 | 0             |

| 聚居地     | 行政區單位       | 人口 （2010） |
| ---------- | ---------------- | ------------- |
| 育空堡     | 城市             | 583           |
| 四里路     | 人口普查指定地區 | 43            |
| 加利纳     | 城市             | 470           |
| 格雷灵     | 城市             | 194           |
| 圣十字     | 城市             | 178           |
| 休斯       | 城市             | 77            |
| 胡斯利亚   | 城市             | 275           |
| 卡尔塔格   | 城市             | 190           |
| 科尤克     | 城市             | 96            |
| 明丘米納湖 | 人口普查指定地區 | 13            |
| 利文古德   | 人口普查指定地區 | 13            |
| 曼利溫泉   | 人口普查指定地區 | 346           |
| 麦格拉思   | 城市             | 89            |

| 聚居地       | 行政區單位       | 人口 （2010） |
| ------------ | ---------------- | ------------- |
| 明托         | 人口普查指定地區 | 210           |
| 尼纳纳       | 城市             | 378           |
| 新阿拉卡基特 | 人口普查指定地區 | 66            |
| 尼古拉       | 城市             | 94            |
| 努拉托       | 城市             | 264           |
| 蘭帕特       | 人口普查指定地區 | 24            |
| 鲁比         | 城市             | 166           |
| 沙格勒克     | 城市             | 83            |
| 史蒂文斯村   | 人口普查指定地區 | 78            |
| 塔科特納     | 人口普查指定地區 | 52            |
| 塔纳纳       | 城市             | 246           |
| 韋尼蒂       | 人口普查指定地區 | 166           |
| 懷斯曼       | 人口普查指定地區 | 14            |

## 教育
加利納境內之學校係由加利納市學區所管理；尼納納境內之學校係由尼納納市學區所管理；其餘地區之學校則皆由育空-科尤庫克學區與育空弗拉茨學區所管理。